# Iris Kadrić
Iris Kadrić (født 16. september 1994) er en fodboldspiller fra Bosnien-Hercegovina, der spiller for Sarajevo. Hun fik sin seniorlandsholdsdebut 26. september 2013 og har spillet fire landskampe. Kadrić spiller som angriber.